# 魔界女王候補生
《魔女的考驗》（日语：シュガシュガルーン）是由日本漫畫家安野夢洋子所畫的少女漫畫作品，於《Nakayoshi》雜誌上連載，曾獲第29回講談社漫畫賞。這部作品亦改編成電視動畫，在日本、台灣、香港等地播放。
卡通頻道 (台灣) 2006年12月1日 全台首播。2025年7月4日公佈新動畫計劃，並同時在YouTube發佈20週年紀念短篇動畫，新作將由動畫公司Khara製作。

## 故事簡介
居住在魔界的兩位少女—巧克莉及香草，她們不僅是好朋友同時也是魔界下任女王的候選人。巧克莉及香草以競爭對手的身分到人間進行比賽誰能夠收集最多人類的愛心，也就是將人們對她們的各種心情化為心的結晶。蒐集最高價值結晶的人將成為魔界的下任女王。
原本在魔界大受歡迎的巧克莉以及在魔界毫不起眼的香草來到人類世界之後，她們受歡迎程度卻完全大所不同，由於香草在人間受到歡迎使巧克莉陷入困境。同時巧克莉對來歷不明的少年皮耶爾一見鍾情，而她魔女的心被他吸引。據說每個魔女都只擁有一顆心。魔女的心一旦被奪走將永遠失去靈魂陷入無止盡的黑暗。此外魔界反派種族—歐葛爾打算佔領整個魔界並向兩位女王候選人下手，巧克莉及香草能否對抗歐葛爾的陰謀？巧克莉是否能夠守護她的心也是否能通過艱巨的女王測驗完成自己的夢想能否和皮耶爾在一起？魔界的下任女王將由誰來擔任呢？

## 登場人物

### 魔界
巧克莉·媚爾（加藤巧克莉）（Chocola Meilleure（Chocola Kato），配音：松本真理香、台灣：雷碧文、香港：梁少霞）
出生於8月13日，獅子座，以人類年齡計算為10歲，身高153cm。興趣是抓青蛙、玩蜘蛛人遊戲，喜歡巧克力、骷髏糖果；不喜歡蛋料理、白色蓬鬆物。特徵是擁有一頭橘色長髮和綠色眼瞳。
女王候選人之一，到人間就讀萌黃學園小學部五年級，化名為加藤巧克莉。自幼時失去母親（席娜蒙·媚爾），她在價值觀與人間不同的魔界很受男孩子歡迎，直來直往無心機的堅強個性在魔界與人間都贏得許多同性的友誼。但也因性格衝動且言行粗魯更較不三思而後行，因此初期常得不到人間男性同學的好感。曾對皮耶爾有好感到差點因此失去自己唯一的心。
有別於人間女孩，喜歡接觸青蛙、蛇和恐怖的東西。口頭禪是「小心我扁你」。
在漫畫後期從公爵口中得知自己是席娜蒙與魔王格拉斯的女兒。魔僕是公爵。
在動畫最後成為下屆女王，整合了洛瓦依酉姆和歐葛爾共存的魔界。
巧克莉的名字來自法文的“Chocolat”，意為「巧克力」。
香草·謬（愛須香草）（Vanilla Mieux（Vanilla Aisu），配音：井端珠里、台灣：楊凱凱（卡通頻道版）/林美秀（東森幼幼版）、香港：林雅婷）
出生於5月10日，金牛座，以人類年齡計算為10歲，身高150cm。興趣是製作甜點，喜歡紫羅蘭花束；不喜歡味道濃郁、辛辣的東西。特技是吸引年紀大的人。
女王候選人之一，到人間就讀萌黃學園小學部五年級，化名為愛須香草。女王凱蒂的女兒，魔界洛瓦依酉姆的公主，有著一頭蓬鬆的奶油白捲髮和紫色眼瞳，長相可愛秀氣。
性格善良體貼，膽小且考慮事情認真，在人間相當有異性緣。在魔界，強悍、勇敢又有些倔強的女孩比較受歡迎，因此在人間極有異性緣的香草，在魔界卻並不受歡迎，由於內向的個性及皇宮的嚴格管教，使她時常無法融入或結交朋友，讓別人覺得她與人不親近，因此時常覺得自己很孤單，羨慕活潑勇敢並總是被朋友圍繞的巧克莉。
和巧克莉從小是好友，常常為巧克莉及皮耶爾的事情擔心。後因皮耶爾從中挑撥和巧克莉發生嫌隙加上覺得自己被自己的母親給冷落而心生不悅被誘使成為歐葛爾女王（先是公主，然後是女王），連同性格也瞬間變得與原本判若兩人。由於成為歐葛爾女王的期間，因為自己原本內在的橙色心並沒有消失所以經常感到身體不適。最後巧克莉冒險拿出她的諾亞爾心才恢復原狀。
家中的家務幾乎都是自己負責，魔僕是布蘭卡。
在漫畫最後登基為女王，整合了格拉斯消失後的魔界。
香草的名字來自英文的“Vanilla”，意為「香草」。
公爵（波瓦夫‧媚爾）（Duke（Poivre Meilleure），配音：八十田勇一、台灣：葉三陽、香港：鄺樹培）
出生於3月26日，牡羊座，巧克莉的魔僕，喜歡蛋糕、糖果。據說被詛咒才變成紅黑色相間條紋的青蛙，習慣在說完話後叫一聲“Kero”（也就是呱，日文的青蛙叫聲）。個性懶惰，經常闖出禍來，為巧克莉做些不多少事。
在漫畫後期因巧克莉送他一個白色的心而解除魔咒變回人類，披露其真實身分為波瓦夫‧媚爾，席娜蒙的弟弟，巧克莉的舅舅，在姊姊被通緝時為了躲避追捕念咒變成魔僕，但因不小心念錯咒語變成真的魔僕，被羅賓稱為“水之魔法師”。
波瓦夫的名字來自法文的“Poivre”，意為「胡椒」。
布蘭卡(露比)（Bianca（Ruby），配音：横山智佐、台灣：李明幸、香港：林元春）
出生於9月4日，處女座，身高8.5公分（不加尾巴），香草的魔僕。興趣是打扮，喜歡草莓馬卡龍。特技是上捲子。
據說被詛咒才變成老鼠。習慣在說完話後叫一聲“啾”。個性驕傲，很喜歡批評巧克莉和公爵，但對香草則非常忠心。在動畫中曾暗戀起司店的店主，後來又暗戀披薩店的店主。
在漫畫後期因巧克莉送她一個白色的心而解除魔咒變回人類，披露其真實身分為魔界美容師，因為跟人類交往且被騙落到變成魔僕的處境。
布蘭卡的名字來自法文的“Blanc”，意為「白色」、露比則意為「紅寶石」。
皮耶爾·坦貝特·德·奈吉（Pierre Tempête de Neige，配音：小西大樹、吉田麻子（幼少時期）、台灣：熊肇川、香港：李致林）
出生於1月27日，水瓶座，歐葛爾的王子，以人類年齡計算為14歲，身高170cm。興趣是品味玫瑰、全裸睡覺。喜歡魚子醬、法式冷湯；不喜歡紅蘿蔔，怕燙。特技是西洋箭、騎馬。
長得與格拉斯十分相似，非常憎恨洛瓦依酉姆。雖然看起來邪惡其實也有正義的一面。
為了取得女王候選人的心而進入萌黃學園中學部，且意圖誘使她們做歐葛爾的女王（動畫有找巧克莉，但漫畫沒有），成功使香草與巧克莉產生嫌隙使她成為歐葛爾的公主，後來香草被巧克莉給拿出她的諾亞爾心後恢復原狀。
初期刻意接近巧克莉並企圖取走她的心，使巧克莉曾對自己顯露粉紅色的心（戀愛之心），但在計畫失手後發現自己不自覺特別注意巧克莉，也無法克制自己對她產生好感。
巧克莉的母親因為格拉斯的詛咒變成一隻貓魔僕，待在皮耶爾身邊。
皮耶爾的名字來自法文的“Pierre”，意為「石頭」。
勞金·羅賓（Rockin Robin，配音：津田健次郎、台灣：熊肇川、香港：李錦綸）
出生於11月7日，天蠍座，巧克莉和香草在人界期間的教官兼監護人，身高188cm，喜歡血色的紅酒。年齡以人類計算為6800歲，因此常被巧克莉喚作「色老頭」。性格極度自戀。特技是惹女孩為他哭泣。
在人間和魔界都是知名人物，是到人間收集到最多顆心的魔法師。在人類世界是世界知名搖滾巨星。曾與大地魔女安布爾交往，雖然形容她是最難應付的女人但心裡其實仍喜歡她。在動畫中顯得很怕巧克莉的爺爺。在漫畫最後為救巧克莉與格拉斯戰鬥中被電箭穿心而亡。
勞金·羅賓的名字來自英文的“Rocky road”，意為「石板街雪糕」。
大地魔女·安布爾（Amble, the Sorceress of earth，配音：宍戸留美、香港：鄭麗麗）
曾與羅賓交往過，但認為他太笨才分手。漫畫最後一集中，與羅賓一同跟格拉斯戰鬥，羅賓為保護她與巧克莉而犧牲時為他落淚。
出生於1月18日，魔羯座，身高154cm，興趣是烹飪，特技是製造機器。喜歡在可可亞沙漠中一邊遙望夜空一邊喝可可。常配戴的帽子上有一顆寶石能使用它來施展魔法。有養隻名為希爾滋的絨毛大狗。
安布爾的名字來自英文的“Amble”，意為「漫步」。
悟（Houx，配音：木村良平、台灣：葉三陽、香港：梁偉德→黃啟昌）
出生於6月6日，雙子座，身高165cm，以人類年齡計算為13歲。興趣是研究香草植物、收集草藥，喜歡的食物是蘑菇、起司；很怕熱。特技是占卜。
是魔界雙子森林中的雙胞胎兄弟之一，在魔界與索爾守護雙子森林，無論法力再高強的人都進不去。法力頗為高強但不及皮耶爾，自小和巧克莉是好朋友，後來當上魔界親衛隊，為了保護女王候選人而進入萌黃學園中學部，到人間後化名加藤柊司，和巧克莉以堂兄妹相稱。擅長占卜術。喜歡巧克莉，有時會為此與索爾發生小爭執。擁有茶色頭髮，性格冷靜沉實。在漫畫結局和香草相愛。
悟的名字來自英文中的“Holly”，意為「冬青木」。
索爾（Saule，配音：岩橋直哉、台灣：熊肇川、香港：李致林）
出生於6月6日，雙子座，身高165cm，以人類年齡計算為13歲。興趣是與鳥比賽飛行，喜歡辣的食物、森林裡的火蜥蜴，怕冷。特技是吹笛子。
是魔界雙子森林中的雙胞胎兄弟之一，在魔界與悟守護雙子森林，無論法力再高強的人都進不去。法力頗為高強但不及皮耶爾，自小和巧克莉是好朋友，後來當上魔界親衛隊，為了保護女王候選人而進入萌黃學園中學部，到人間後化名加藤柳司，和巧克莉以堂兄妹相稱。擅長笛子魔法。喜歡巧克莉，有時會為此與悟發生小爭執。擁有青色頭髮，性格衝動。
索爾的名字來自英文中的“Willow”意為「柳樹木」。
席娜蒙·媚爾（Cinnamen Meilleure，配音：雨蘭咲木子、台灣：楊凱凱、香港：曾佩儀）
出生於6月20日，雙子座，身高167cm。興趣是跳舞，喜歡苦味巧克力、咖啡和紅葡萄酒，拿軟綿綿又很可愛的動物沒輒。特技是初見面5分鐘內就能讓男性拜倒石榴裙下。
巧克莉的母親，凱蒂的好友，與女王凱蒂競爭女王寶座，由於想去平息洛瓦依酉姆和歐葛爾的鬥爭，因此在加冕前夕把女王寶座讓給凱蒂。被格拉斯用魔法變成皮耶爾的魔僕貓（撒努努斯，セルヌノス），但會暗中幫助巧克莉他們。留下一本已被鎖住卻沒有鑰匙的日記（聲：平野貴裕）給巧克莉令她為此很煩惱。在漫畫最後她在淨化格拉斯後消失於黑暗之中。
席娜蒙的名字來自英文的“Cinnamon”，意為「肉桂」。
凱蒂·謬（Candy Minue，配音：島本須美、台灣：李明幸、香港：黃麗芳）
出生於4月8日，牡羊座，身高165cm。興趣是演奏豎琴，喜歡果凍、葡萄等圓形的食物，沒有討厭的東西，但真要說就是諾亞爾心。特技是撫慰人內心的痛苦與悲傷。
現任魔界洛瓦依酉姆的女王，亦是香草的母親。由於與席娜蒙是好友，因此代替席娜蒙去鼓勵巧克莉，使得香草對巧克莉產生妒忌。
性格如香草般溫柔體貼，且端莊優雅、寬容大方，巧克莉也相當尊敬她。和席娜蒙同為上屆女王後選人，兩人也曾到人間進行女王候選比賽。在漫畫最後為了幫助巧克莉淨化格拉斯而跟格拉斯一起消失。
凱蒂女王的名字來自英文的“Candy”，意為「糖果」。
葛拉歇少尉（克雷榭）（Sir Glacier，配音：前田剛、台灣：葉三陽、香港：黃榮璋）
出生於2月26日，魔界皇宮中的親衛隊警備隊長，從前曾與羅賓一同擔任公主香草的守衛，十分嚴肅。身高190cm，生日2月26日。年齡跟羅賓差不多，雖然性格上跟羅賓完全相反，但兩人感情還不錯，算是孽緣。喜歡西洋棋、不甜的杜松子酒、洋橄欖。魔僕是銀色老鷹。
葛拉歇少尉的名字來自英文的“Glacier”，意為「冰河」。
庫爾努·媚爾（Cornu Meilleure，配音：岩崎征實、台灣：陳幼文、香港：黃子敬）
出生於10月23日，巧克莉的爺爺，年齡以人類計算為8000歲。喜歡小熊、辛子明太子，性格稍微有點自私，心境比較像個小孩般，在人間十分受女性歡迎（瑪麗蓮夢露也是其女友）。其實處處為孫女著想，而且每件事都尊重她的意願。在魔界的職業似乎是鐵匠，希望波瓦夫（公爵）繼承家業但被拒絕。在漫畫最後成為新任元老院成員之一。
庫爾努的名字來自拉丁文的“Cornu”，意為「喇叭」
格拉斯（Glacé, the Prince of Snow，配音：小西大樹、香港：蘇強文）
魔界七位創建者之一，也是唯一的男魔法師，被稱為「冰雪貴公子」。
本來是魔界的國王，其餘六位女性創建者的丈夫，後因六位妻子互相猜忌聯合背叛，把自己的存在抹消並封印於地底深淵，將其子孫稱為歐葛爾族加以迫害淪為歐葛爾族的國王。是巧克莉的親生父親。最後被巧克莉與皮耶爾淨化而消失。
格拉斯的名字來自法文的“Glacé”，意為「冰淇淋」。
布拉多爾（Plâtre，配音：園崎未惠、香港：鄭麗麗）
魔界皇宮中的親衛隊長。擅長使鞭。
名字源自法文的「灰泥」。
瓊（Joe，配音：木內秀信）
生日：7月19日，身高187公分。興趣：摩托車，特技：很會照顧嬰兒。魔界批發送貨員。從前是個十惡不赦的暴走族。
摩卡（Mocha，配音：宍戸留美）
巧克莉在魔界的有著黑長髮的女性友人。雙親非常熱戀，父親是元老院一員。
名字源自英文的「摩卡咖啡」。
亞娜娜 & 席特隆（Anana & Citron，配音：仲井繪里香（アナナ）、細野雅世（シトロン））
巧克莉在魔界的女性友人。對香草抱持反感。
名字源自法文的「鳳梨」、「枸櫞」
吉魯埃特（Girouette，配音：內藤玲、香港：蘇強文）
生日：4月26日，身高179公分。歐葛爾族，皮耶爾的部下。興趣：繪製天氣圖，特技：天氣預報。喜歡厲害的東西。以銷售員的身分給予學院的人加入魔法的調味料，使人出現諾亞爾之心。畏懼阿希米。
吉魯埃特的名字來自法文的“Girouette”，意為「風向標」。

### 人間界
御門明（みかど アキラ，配音：菊池心、台灣：楊凱凱、香港：雷碧娜）
生日：12月5日，射手座，10歲，身高158公分。興趣是觀測天象;特技是熟記車站名，製作合成照片。
目睹巧克莉和香草第一次來到人類世界的男孩。家庭成員有經常外出的父親和狗(小裕，ひろし，配音：內藤玲)。他相信外星人的存在，當他們第一次見面時，他板著臉問巧克莉：“你是外星人嗎？”。他有著關心巧克莉一面。
漫畫最後，人類世界已經過去了三十多年，明已經長大並成為了父親，一個和他小時候長得很像的兒子與他目睹巧克莉和皮耶爾再次降臨人類世界。
坂本三春（さかもと ミハル，配音：竹内順子）
4歲，身高108公分。興趣是收集果實;特技是梅子舞。媽媽是小明的爸爸的妹妹，是個攝影師（服裝雜誌），和小明是表兄弟關係。喜歡巧克莉。
三村潤（みむら じゅん，配音：三橋加奈子、台灣：雷碧文、香港：林丹鳳）
生日：10月12日，天秤座，身高158公分。巧克莉的同班少年，有著壞男孩般的性格，拿手好戲是翻裙子。對肥皂氣味敏感。他試圖掀起巧克莉的裙子，但反被巧克莉解開他的褲帶，讓他非常尷尬。
杉山大治（すぎやま タイジ，配音：國立幸、台灣：李明幸、香港：陳凱婷）
生日：11月18日，天蠍座，身高156公分。興趣：看書;特技：吹口琴（雖然吹得不好）。巧克莉的同班少年，和三村是好朋友。雖然他不擅長和女孩子打交道，但經常能看到他和巧克莉說話。
西谷始（にしたに はじめ，配音：中川玲、台灣：楊茲珺、香港：蔡惠萍）
11歲，身高154公分。興趣：收集硬幣、拍照和蒐集資料。巧克莉的同班少年，新聞部部長，喜歡巧克莉。
森田賢二（もりた ケンジ，配音：齋賀光希、香港：朱妙蘭）
足球部。多虧了巧克莉，他才和對他產生感情的真由約會。
伊安（配音：時田光、台灣：楊茲珺）
巧克莉的同班少年，澳洲出生，喜歡衝浪。巧克莉與香草的打賭對象，看誰先拿走伊安的心。
有坂棗（ありさか なつめ，配音：花村怜美、台灣：李明幸、香港：黎桂芳）
10歲，身高147公分。巧克莉的女性朋友。住在城郊的一棟大宅邸裡，父親是畫家、母親是小說家。
石田真由（いしだ マユ，配音：樹元織江、台灣：李明幸→楊凱凱、香港：鄭麗麗）
10歲，身高146公分。巧克莉的女性朋友。嗜好是收集絲帶。安靜的公主類型。多虧了巧克莉，開始和同學森田約會。
松田理香（まつだ りか，配音：阿部彬名、香港：曾秀清）
10歲，身高143公分。巧克莉的女性朋友。嗜好是芭蕾。與真由關係很好，是個擅長日語的聰明女孩。
奈奈子‧沃爾什（配音：伊瀬茉莉也、台灣：楊茲珺、香港：林元春）
巧克莉的女性朋友。嗜好是草裙舞、學習，喜歡的食物是鳳梨。個性善良、開朗，與家人關係很好，母親是草裙舞老師。
澤村桃子（さわむら ももこ，配音：大谷美貴、台灣：黃珽筠）
巧克莉的女性朋友。嗜好是算命。喜歡大治。
關口茜（せきぐち あかね，配音：中川里江）
10歲，身高148公分。巧克莉的女性朋友。最喜歡明星，興趣是逛街、指甲美容、聊好萊塢貴婦八卦。媽媽是模特兒。
望月幸子（もちずち さちこ，配音：中川里江、台灣：楊凱凱、香港：陸惠玲）
巧克莉的導師，初次見面便被勞金‧羅賓拿走心。
劍城百合香（けんじょう ゆりか，配音：樋口智惠子、台灣：李明幸、香港：鄭麗麗）
皮耶爾粉絲俱樂部會長。家境很好，擁有一頭百合花香味的捲捲髮，頭上打著美麗而成熟的大蝴蝶結，表現出女孩獨特的可愛風味。曾對巧克莉很好，但後來因皮耶爾刻意的表現而與其他成員開始出現諾雅爾之心。
東野隼人（配音：寺依沙織、台灣：李明幸）
篁（配音：增川洋一）
曾借錢給巧克莉的初中生。財團的公子，每年在擊劍比賽對上皮耶爾且敗給他。在巧克莉的捉弄下有些在意巧克莉，又在皮耶爾的魔法下出現諾雅爾之心，之後巧克莉要將它收集，不過心過大而被彈開，篁也恢復正常。

### 漫畫角色
光之魔女 西薇雅（Sylvia）
生日：3月6日，身高164cm。喜歡的東西是美容、抗老護膚、瑜珈。
於人間界以70歲美魔女演員的「西薇雅·托雷」的身分活躍。受掃把流星的請求，教授巧克莉及香草戰勝阿希米的方法。以前教過波瓦夫很多事，後來被席娜蒙發現並被罵。
阿希米（Alchimie）
生日：10月22日，身高186公分。興趣是採集礦物，特技是煉金術、不管到哪裡都可以生存，喜歡錢。位於魔界經營名為「洞窟的店」，擁有通往人類的通道。是個貪婪又狡猾又小氣的背叛王國的缺德商人，對於歐葛爾來說是掠奪諾亞爾之心的可怕魔法師。擁有名為流星的掃把，不過幫助巧克莉且一同逃跑。以「嵐見練」的偽名進到學園裡當老師，並企圖奪取皮耶爾的諾亞爾之心，不過在情急之下被香草封印並留在西微雅身邊。
名字源自法語「煉金術」。

### 動畫原創角色
瓦芙爾（Waffle，配音：齋藤彩夏、台灣：黃珽筠、香港：陳凱婷）　港譯：娃芙兒
只於動畫中出現的人物。是由七婆婆照顧的小孩。自認不是小孩，因為悟曾經扶過她，使她十分喜歡悟，經常纏著他。老是找巧克莉麻煩，曾差點讓她被皮耶爾取心。
名字源自華夫餅「Waffle」。
七婆婆（配音：並木法子、台灣：楊凱凱、香港：黃鳳英）
只於動畫中出現的人物。瓦芙爾的保母，在瓦芙爾年幼的時候開始照顧她的起居飲食，與瓦芙爾感情十分好。喜歡青蛙。某次因忍受巧克莉的爺爺做出丟臉行為而大打出手。
獨角獸（Unicorn，配音：皆川純子、台灣：李明幸、香港：陳卓智）
只於動畫中出現的人物。只會出現在擁有純潔心靈的人面前，牠的考驗包括「看清真相的眼」、「面對困難仍然勇敢向前的翼」、「真心全意去愛的心」，如果具備三個條件就會觸動獨角獸而得到牠的獸角（即獨角獸的心）。

## 用語

### 心
基於特定感情產生對應顏色的「心」。魔界的魔法師只有一顆「心」，其抵抗力比人類強幾千倍且蘊藏強大力量。若是失去「心」時就會死去，一旦「心」變成紅色就一定得交給所愛的人，只能和同為魔法師的愛人將彼此的「心」交換。而人類的「心」則會不斷再生，魔法師會將人類對自己產生感情的「心」收集起來，而女王考試便以獲得「心」的累積點數多寡決定女王繼承權。「心」的顏色不同，點數也不同，而「心」的點數可以用來在魔界購物，就像人類世界的貨幣一樣功能，而「心」的結晶會被送到「心工場」轉化為魔界的能量。
下面介紹每一種「心」的定義與其價值。
水晶的心
在動畫中最後一集，巧克莉通過獨角獸考驗而獲得的水晶心並用於淨化格拉斯。價值50,000點數。（動畫才有的心）
獨角獸只會出現在擁有純潔心靈的人面前，牠的考驗包括「看清真相的眼」、「面對困難仍然勇敢向前的翼」、「真心全意去愛的心」，如果具備三個條件就會觸動獨角獸而得到牠的獸角（即獨角獸的心）。
白色的心
代表「純真」，價值35,000點數。是黑色的心「諾雅爾」被淨化後轉變而成的心，可給予曾是人類的魔僕恢復原形（此前若是魔僕主動要求就會失效）。
黑色的心
代表「絕望、嫉妒、憎恨、貪婪」，除了法力高強的淨化者「菲爾特雷」，其餘魔法師不能收集這種心，不然會逐漸失去法力而亡，在動畫中又稱為「諾雅爾」。
歐葛爾一族受詛咒的影響下不能拿一般的心，因此只好去拿此禁物作為糧食。萌黃學園中學部的百合香等人經常出現這種心。
紅色的心
代表「熱情的愛」，價值5,000點。是最珍貴的心，通常是魔界的人結婚時相互交換的心，代表將自己託付給唯一心愛的人並付起保護對方生命的責任，若是背叛就會身亡並永遠徘徊於黑暗中。
藍色的心
代表「尊敬」，價值3,000點。巧克莉和香草都沒有拿過，在瓦芙爾使用女王王冠時曾出現過。（動畫才有的心）
紫色的心
代表「慾望與情慾」，價值2,500點。僅次於紅色的心，不容易見到。
粉紅色的心
代表「甜蜜的戀愛悸動」，價值1,000點。擁有相當程度的好感而會出現。
彩虹之心
代表「尊敬、信賴、友情」，價值500點。是同性之間感到開心時才有的心，是不能收集的。（動畫才有的心）
綠色的心
代表「友情」，價值350點。比橙色的心還有價值。
橙色的心
代表「有些好感」，價值300點。在劇情中香草時常拿到這種心，也是較常見的一種心。
灰色的心
代表「討厭」，價值250點數。
黃色的心
代表「驚嚇」，價值5點。在劇情中巧克莉第一次拿到的心，被羅賓戲稱為「尿素色」（Piss），在漫畫中被安布爾稱為「PiPi」。

### 咒語
- 收集心的咒語

巧克莉：
台：Sugar Sugar Rune Chocola Rune把你的心收藏起來 / Sugar Sugar Rune Chocola Rune諾雅爾收集起來（只在第40集出現）
港：亞古蘭的紋，雪沙雪沙旋，朱古力旋，我要將你個心攞到手 / 雪沙雪沙旋，朱古力旋，惱恨之心交比我（只在第48集出現）
aguraresment! sugar sugar rune! choco rune! anata no heart wo pickup!
香草：
台：Sugar Sugar Rune Vanilla Rune愛心愛心全都給我吧 / Sugar Sugar Rune Vanilla Rune諾雅爾集合吧
港：雪沙雪沙旋，雲呢拿旋，心呀，心呀，請將你個心交比我啦 / 雪沙雪沙旋，雲呢拿旋，惱恨之心俾我呀
sugar sugar rune! vani rune! heart wo heart wo kudasai na! / sugar sugar rune! vani rune! noaru, tsudoru!
皮耶爾：山庫席恩
庫爾努·媚爾：瑪古藍魔士弩珊裘，愛心啊愛心啊請給我吧。
勞金羅賓：似我蕙心，糖糖喜歡，把你們的心全都給我/耶庫斯塔茲坦塔席恩，把你們的心全交給我吧
- 專屬咒語

巧克莉：
台：Sugar Sugar Rune Chocola Rune花嚕嚕 百花盛開、布麗耶愛德華（光之星）、巧克力派對（變出巧克力）
港：飛花旋風卷（輔助魔法，香氣撲鼻的花瓣不斷以螺旋形綻放，溢出緩解四周氛圍的花氣，具有中和黑暗力量的功效，也能作為裝飾之用）、裴利雅星（特殊魔法，釋放耀眼奪目的光芒驅散黑暗，具有不同的用法及功效）、朱古力聚會
sugar sugar rune! choco rune! fururu spiaru! / sugar sugar rune! choco rune! buriedo aru! / sugar sugar rune! choco rune! shogola fedo!
香草：
台：Sugar Sugar Rune Vanilla Rune泡泡槍、夢幻氣氛泡泡浴、拉爾姆古蕾爾淚的冰雹、黑闇的結晶、札爾吉耶基由
港：飛雪柔絲 泡泡大炮（攻擊魔法，數之不盡的泡泡撞開敵人，讓敵人難以呼吸及靠近）、細如柔絲 泡泡之浴（防禦魔法，射出透白珍珠般的泡沫將敵人攻擊淡化為泡影或是減弱攻擊威力）、雅羅瑪迪光（能散發出醉人香氣，也能製成香水供他人使用）、冰藍水晶光煞、錐心黑刺針、自暴自棄淚水冰雹
皮耶爾：山庫流米爾、卡斯伯亞、賈魯吉 艾吉由（嫉妒的針）、布魯奇、歐普斯其力特 克里斯塔札席恩、肯傑札席恩
葛拉歇少尉：夏爾爾布里茲
羅賓：布藍琉米耶爾
悟、索爾：菲爾艾佩（葉之箭）、米爾德里耶爾、紐班尼德里耶爾
羅賓&葛拉歇少尉：愛德華 耶庫雷爾（星之閃電）/裴利雅星光華（力量強大到把皮耶爾打傷）
格拉斯：超強水晶放射能、黑靈音波、錐心黑刺針、浮幻幽幽、結晶能量、黑布羅界、黑暗裴利雅星、黑暗裴利雅星光華

## 出版書籍
| 集數 | 講談社         | 講談社                 | 長鴻出版社    | 長鴻出版社           |
| 集數 | 發售日期       | ISBN                   | 發售日期      | EAN                  |
| ---- | -------------- | ---------------------- | ------------- | -------------------- |
| 1    | 2004年3月25日  | ISBN 978-4-06-334859-0 | 2005年8月6日  | EAN 471-0765-19781-0 |
| 2    | 2004年10月21日 | ISBN 978-4-06-334930-6 | 2005年8月20日 | EAN 471-0765-19782-7 |
| 3    | 2005年5月19日  | ISBN 978-4-06-372014-3 | 2005年12月5日 | EAN 471-0765-20039-8 |
| 4    | 2005年10月12日 | ISBN 978-4-06-372077-8 | 2006年5月2日  | EAN 471-0765-20393-1 |
| 5    | 2006年2月10日  | ISBN 978-4-06-372129-4 | 2006年8月17日 | EAN 471-0765-20694-9 |
| 6    | 2006年7月13日  | ISBN 978-4-06-372166-9 | 2006年11月8日 | EAN 471-0765-20983-4 |
| 7    | 2006年12月28日 | ISBN 978-4-06-372246-8 | 2007年7月3日  | EAN 471-0765-21553-8 |
| 8    | 2007年9月13日  | ISBN 978-4-06-372316-8 | 2008年2月1日  | EAN 471-2805-82038-2 |

## 電視動畫

### 製作團隊
- 原作：安野夢洋子
- 导演：松下之宏
- 系列构成：吉田玲子
- 遊客的個性設計：杉藤さゆり
- 魔界藝術概念：荒牧伸志
- 人物设计：大竹紀子
- 道具设计：大畑晃一、宇田整司
- 色彩設計：いわみみか。
- 美术设定：一色美緒
- 摄影监督：折笠裕子
- 编集：松村正宏
- 音响监督：平光琢也
- 音乐：福田康文、小西康陽、蓑部雄崇、佐々木朋子
- 制片人：小林教子、片岡義朗、萩野賢
- 动画制作：Studio Pierrot
- 製作：東京電視台、Marvelous Entertainment

### 主題曲
片頭曲
- （巧克莉在夢中）

作詞：安野夢洋子　作曲、編曲：小西康陽　歌：
片尾曲
- （月亮面向的世界）

作詞：安野夢洋子　作曲、編曲：小西康陽　歌：
- （DATE☆DATE／約會☆約會）

作詞：安野夢洋子　作曲、編曲：小西康陽　歌：桑高娜＆芭莉娜（松本真理香、井端珠里）
插入曲
作詞・作曲：佐佐木朋子　編曲：Honey Dip　歌：松本真理香
作詞・作曲：佐佐木朋子　編曲：Honey Dip　歌：津田健次郎
作詞：佐佐木朋子　作曲・編曲：蓑部雄崇　歌：井端珠里
作詞：安野夢洋子　作曲・編曲：小西康陽　歌：松本真理香
作詞：安野夢洋子　作曲・編曲：小西康陽　歌：松本真理香
作詞：安野夢洋子　作曲・編曲：小西康陽　歌：木村良平、岩橋直哉
作詞：安野夢洋子　作曲・編曲：小西康陽　歌：井端珠里
- 「DON'T CRY」

作詞・作曲：佐佐木朋子　編曲：Honey Dip　歌：津田健次郎
作詞・作曲：佐佐木朋子　編曲：Honey Dip　歌：松本真理香
作詞：安野夢洋子　作曲・編曲：小西康陽　歌：津田健次郎
作詞：佐佐木朋子　作曲：蓑部雄崇　編曲：蓑部雄崇　歌：井端珠里
作詞：安野夢洋子　作曲・編曲：小西康陽　歌：小西大樹
香港粵語主題曲
- 「朱古力與雲尼拿」（香港無綫兒童台於首播作品時曾於廣告時段播放一小部份）

作詞：陳詩慧　作曲、編曲、監製：鄧智偉　歌：廖碧兒、胡杏兒
- 香港無綫電視於兒童台及翡翠台播放作品時沒有播放粵語主題曲，而演唱藝人廖碧兒及胡杏兒拍攝的真人兒歌 MV 則曾於兒童節目《放學ICU》時段內播放。

### 各話列表
| 集數 | 中文標題                                                        | 日文標題 | 英文標題                                                  |
| ---- | --------------------------------------------------------------- | -------- | --------------------------------------------------------- |
| 01   | 台：巧克莉和心的流星 港：朱古力與心的流星                         |          | Chocolate, Hearts and the Shooting Star!                  |
| 02   | 台：青蛙和老鼠之愛的決鬥 港：青蛙與老鼠的愛情大戰               |          | The Love Battle between Frog and Mouse                    |
| 03   | 台：新聞社的突擊採訪 港：新聞部突擊訪問                         |          | Unscheduled Newspaper Club Interview                      |
| 04   | 台：魔法口紅是戀愛的預感 港：魔法唇膏的戀愛預告                 |          | The Magic Lipstick Hints of Love                          |
| 05   | 台：超緊張刺激的家庭訪問 港：緊張心慌的家訪問                   |          | Crazy Nervous Home Visit                                  |
| 06   | 台：以心為目標，愛的西洋劍 港：以心為目標，戀愛劍擊             |          | Aim for the Heart! Fencing for Love                       |
| 07   | 台：巧克莉失去女王候補資格 港：桑高娜喪失女王候選人資格             |          | Chocolat Lost Her Qualifications as a Queen Candidate!?   |
| 08   | 台：名媛氣氛的度假約會 港：化身成淑女的約會                     |          | The Vacance Date of a Lady                                |
| 09   | 台：來自綠色心的感動 港：綠色的心的結晶                         |          | A Green Heart Present                                     |
| 10   | 台：效法羅賓的做法，放電大作戰 港：模仿羅賓，實行愛情大戰       |          | Learn from Robin! Love-Love Mission                       |
| 11   | 台：比戀愛還重要的友情魔法 港：比愛情重要？友情魔法             |          | More Important than Love!? Friendship Magic               |
| 12   | 台：巧克莉變成貓咪 港：桑高娜變成貓                                 |          | Chocola turns into a Cat!?                                |
| 13   | 台：讓心閃閃發亮吧，女王候補的期中考 港：閃耀的心，女王中期考試 |          | A Brilliant Heart! The Queen Candidate Test               |
| 14   | 台：會施魔法的轉學生 港：來自魔界的插班生                       |          | The Transfer Student who uses Magic                       |
| 15   | 台：因為顛倒杏仁甜餅造成大混亂 港：調換棉花糖                   |          | The Contrary Macaroon Pandemonium!?                       |
| 16   | 台：巧克莉變成偶像明星 港：桑高娜當偶像                             |          | Chocola becomes an idol!                                  |
| 17   | 台：爺爺突然來襲，戀愛的舞蹈對決 港：與爺爺的舞會決戰           |          | Grandpa's Invasion! Dance of Love Showdown                |
| 18   | 台：超恐怖的萬聖節試膽鬼屋 港：超級可怕，萬聖節比膽量           |          | Super Scary! Halloween Test of Courage!?                  |
| 19   | 台：魔僕布蘭卡的甜蜜小戀情 港：芙蘭加的小小戀情                 |          | Familiar Blanca's Small Love                              |
| 20   | 台：巧克莉面臨大危機，可愛的魔女志願 港：桑高娜有難？小魔女求教     |          | Chocola Pinch? Application for Lovely Witch               |
| 21   | 台：魔法茶杯充滿夢境氣氛 港：夢幻魔法茶杯                       |          | The Magical Tea Cup is Filled with Dreams                 |
| 22   | 台：巧克莉和香草，愛的三角關係 港：戀愛的三角關係                   |          | Chocola and Vanila's Triangle Relationship?               |
| 23   | 台：衝刺 衝刺 友情田徑大賽 港：友情接力賽                       |          | Run Run! Friendship Relay                                 |
| 24   | 台：拜拜，我的愛心髮夾 港：心心髮夾，再見                       |          | Bye bye, Heart-shaped Hair Accessory                      |
| 25   | 台：皮耶爾的秘密，記事本的秘密 港：皮亞爾的秘密，日記的秘密         |          | Pierre's Secret, The diary's secret                       |
| 26   | 台：聖誕節談戀愛的季節 港：戀愛節日                             |          | The Loving Heart of Christmas                             |
| 27   | 台：小小的心 鮮紅的心 港：小小的紅心                            |          | A Tiny Heart, Crimson Heart                               |
| 28   | 台：危險的水族館約會 港：危險的水族館約會                       |          | Danger! Aquarium Date                                     |
| 29   | 台：魔界創世紀 歐葛爾的秘密 港：魔界創世記，奧貝爾的秘密          |          | Magical World Genesis, Secret of the Ogre                 |
| 30   | 台：歐葛爾公開宣戰 愛心工廠千鈞一髮 港：奧貝爾宣戰，心工場的危機  |          | Ogre's Declaration of War! Crisis of the Heart Factory    |
| 31   | 台：引起騷動的魔女 瓦芙爾登場 港：小魔女鬧劇                    |          | The Harrassing Witch, Waffle makes her Appearance!        |
| 32   | 台：巧克莉，把心意藏在巧克力裡 港：埋藏於朱古力的情意             |          | Chocola, Desirious Thoughts of Chocolate                  |
| 33   | 台：友情之愛，珍貴的心意 港：友情之心，重要思意                 |          | Heart of Friendship, Important Feelings                   |
| 34   | 台：巧克莉和香草的夢幻星星 港：桑高娜、芭莉娜與夢之星                   |          | Chocola and Vanila and the Star of Dreams                 |
| 35   | 台：瓦芙爾變成女王 港：娃芙兒做女王                             |          | Waffle becomes Queen!                                     |
| 36   | 台：趕走爺爺，婆婆的神秘大作戰 港：七婆婆的大作戰               |          | Stop the Old Man! Baaya's Secret Mission                  |
| 37   | 台：黑色的心和歐葛爾的陰謀 港：黑心與圈套                       |          | The Black Heart and the Ogre's Trap                       |
| 38   | 台：皮耶爾的誘惑，被撕裂的友誼 港：皮亞爾的陰謀，被撕裂的友情       |          | Piere's Temptation, the Broken Friendship                 |
| 39   | 台：歐葛爾的女王誕生了 港：奧貝爾的女王誕生                       |          | Birth, Queen of Ogre                                      |
| 40   | 台：嫉妒的黑色針 港：妒忌的黑針                                 |          | Needle of envy                                            |
| 41   | 台：和香草的對決，神秘香料 港：與芭莉娜對決，神秘的調味粉           |          | Showdown with VanilaThe secret spice                      |
| 42   | 台：巧克莉，皮耶爾，只有兩人的冒險 港：桑高娜、皮亞爾的二人歷險記       |          | Chocola and Piere's adventure                             |
| 43   | 台：瓦爾普爾吉斯之夜的邀請 港：芭露蓓蕾姬斯之夜                 |          | Invitation to the night of Valplgis                       |
| 44   | 台：媽媽給我的訊息 港：媽媽的訊息                               |          | Message from Mama                                         |
| 45   | 台：皮耶爾的策略，香草的心 港：皮亞爾的策略，芭莉娜的心                 |          | Piere's strategy, Vanila's heart                          |
| 46   | 台：可可亞沙漠的魔女，安布爾 港：可可沙漠的魔女                 |          | Witch of Cocoa Desert, Amble                              |
| 47   | 台：凍結的記憶，皮耶爾的過去 港：冰封的記憶，皮亞爾的過去           |          | Frozen memories, Piere's past                             |
| 48   | 台：諾雅爾和友情的淚 港：惱恨之心與友情之淚                     |          | Noir and tears of friendship                              |
| 49   | 台：最後一次的女王候補考試，開始 港：女王最後考試開始           |          | Queen's final test, begin!                                |
| 50   | 台：獨角獸的課題，被試煉的心 港：獨角馬的考驗                   |          | A question by the unicorn, the heart that is being tested |
| 51   | 台：閃亮燦爛的心，公佈下一屆的女王 港：閃耀的心，選出新女王     |          | Shining heart! The next Queen selection                   |

### 節目變遷
| 日本 東京電視台 星期六 07:00 | 日本 東京電視台 星期六 07:00                | 日本 東京電視台 星期六 07:00 |
| ---------------------------- | ------------------------------------------- | ---------------------------- |
|                              | 魔界女王候補生 （2005年7月－2006年6月）     |                              |
| 蜜桃女孩                     | 飛天小女警Z （2006年7月1日－2007年6月30日） |                              |

| 香港 無綫兒童台 星期六、日 08:30              | 香港 無綫兒童台 星期六、日 08:30       | 香港 無綫兒童台 星期六、日 08:30 |
| --------------------------------------------- | -------------------------------------- | -------------------------------- |
|                                               | 魔界候補生 （2006年7月22日－12月30日） |                                  |
| 吉蒂貓樂園 星期六 聰明仔聰明女競選大賽 星期日 | 愛冒險的Dora                           |                                  |
| 香港 無綫兒童台 星期六、日 09:30              |                                        |                                  |
| Q仔Q女生日會 星期六 吉蒂貓樂園 星期日         | 魔界候補生 （2007年1月6日－1月21日）   | 冒險遊記                         |

| 香港 無綫電視翡翠台 星期一至五 16:30 - 17:00（放學ICU时段內） | 香港 無綫電視翡翠台 星期一至五 16:30 - 17:00（放學ICU时段內） | 香港 無綫電視翡翠台 星期一至五 16:30 - 17:00（放學ICU时段內） |
| ------------------------------------------------------------- | ------------------------------------------------------------- | ------------------------------------------------------------- |
|                                                               | 魔界候補生 （2007年5月7日－7月16日）                          |                                                               |
| 貓狗寵物街 第3輯 （2007年3月30日－5月4日）                    | 雙子公主 （2007年7月17日－9月25日）                           |                                                               |
| 香港 無綫電視翡翠台 星期一至五 15:45 - 16:15                  |                                                               |                                                               |
| 玻璃面具                                                      | 魔界候補生 重播 （2008年3月27日－6月9日）                     | 光之美少女（第一輯）                                          |

| 台灣 卡通頻道 星期五 19:30 / 20:00 6月12日暫停播出 6月19日起改至20:00播出 | 台灣 卡通頻道 星期五 19:30 / 20:00 6月12日暫停播出 6月19日起改至20:00播出 | 台灣 卡通頻道 星期五 19:30 / 20:00 6月12日暫停播出 6月19日起改至20:00播出 |
| ------------------------------------------------------------------------- | ------------------------------------------------------------------------- | ------------------------------------------------------------------------- |
|                                                                           | 魔女的考驗 （2009年3月6日－6月26日）                                      |                                                                           |
| 花樣明星Kirarin2                                                          | Ben 10                                                                    |                                                                           |
| 台灣 卡通頻道 星期六至日 18:00 - 19:00 2013年1月27日 18:00 - 18:30 完結篇 |                                                                           |                                                                           |
| 飛天小女警Z (10月28日 18:00 - 18:30) 天兵公園 （10月28日 18:30 - 19:00)   | 魔女的考驗 （2012年11月3日 - 2013年1月27日）                              | —                                                                         |

## 獎項
- 2007年度兒歌金曲頒獎典禮－－「十大兒歌金曲」- 廖碧兒、胡杏兒《朱古力與雲尼拿》
- 新城勁爆兒歌頒獎禮2007－－「新城勁爆兒歌」- 廖碧兒、胡杏兒《朱古力與雲尼拿》
- 新城勁爆兒歌頒獎禮2007－－「新城勁爆合唱兒歌大獎」- 廖碧兒、胡杏兒《朱古力與雲尼拿》
- 「流行南方粵語兒歌大匯」季軍- 廖碧兒、胡杏兒《朱古力與雲尼拿》。

## 外部連結
- 魔界女王候補生官方網站（日語）
- 魔界女王候補生ぴえろ官方網站（日語）
- 魔界女王候補生BANDAI官方網站（日語）
- 魔界女王候補生starchild官方網站（页面存档备份，存于）（日語）
- 魔界女王候補生テレビ東京官方網站 （页面存档备份，存于）（日語）
- 魔界女王候補生台灣DVD發行商官方網站 （页面存档备份，存于）

| 第28回 平成16年度       |
| 《疾風忍法帖》 御童和彥 |

| 第29回 平成17年度             |
| 《魔界女王候補生》 安野夢洋子 |

| 第31回 平成19年度       |
| 《》 小林深雪、安藤夏美 |